# Salvatore Commesso
Salvatore Commesso est un coureur cycliste italien, né le 28 mars 1975 à Torre del Greco, dans la province de Naples en Campanie.

## Biographie
Salvatore Commesso, ou Totò de son surnom, remporte notamment le titre de champion d'Europe sur route espoirs en 1997 et la médaille d'or de la course en ligne des Jeux méditerranéens de 1997 avant de passer professionnel en 1998 avec l'équipe Saeco, année durant laquelle il s'illustre brillamment en s'adjugeant la troisième place du Grand Prix de Suisse et du Tour du Cap en Afrique du Sud.
En 1999, il devient champion d'Italie sur route et remporte la treizième étape du Tour de France.
En 2000, il rafle la dix-huitième étape. En 2001, grâce à ses deux victoires d'étape (la troisième et la neuvième) sur le Tour du Portugal, il y remporte le classement par points.
En 2001, il devient champion d'Italie pour la seconde fois, remporte le Trophée Matteotti et le Critérium des Abruzzes.
Après quelques années creuses, et malgré une treizième place sur le Tour des Flandres en 2003 et une troisième place au championnat d'Italie, Commesso peine à gagner de nouvelles victoires.
En 2005, à la suite de la fusion entre la Saeco et la Lampre, Salvatore Commesso devient sociétaire de la Lampre-Caffitta et s'adjuge le deuxième place du Tour de Vénétie, la quatrième place du Grand Prix de la ville de Camaiore et la quatrième place de la Coppa Agostoni.
En 2006, sous les couleurs de l'équipe Lampre-Fondital, il est à deux doigts de décrocher une nouvelle victoire sur le Tour de France, lors de la quatorzième étape qui arrive à Gap, derrière le coureur français Pierrick Fédrigo.
En 2007, il rejoint l'équipe continentale professionnelle Tinkoff Credit Systems et remporte le classement de la montagne de Tirreno-Adriatico.
En 2008, il renoue avec le succès en remportant une étape du Tour de Luxembourg.
En 2010, c'est sous les couleurs de l'équipe continentale Meridiana Kamen qu'il effectue sa douzième et dernière saison de coureur professionnel.

## Palmarès

### Palmarès amateur
- 1995
  - 2e du Trofeo Papà Cervi
- 1996
  - Prologue et 4e étape du Baby Giro
  - 3e étape de Montpellier-Barcelone
  - Giro del Mendrisiotto
  - 2e de Monte Carlo-Alassio
  - 3e de la Coppa Apollo 17
  - 3e du Tour du Tessin
  - 3e du Tour d'Okinawa
  - 5e du championnat d'Europe sur route espoirs
  - 10e du championnat du monde sur route espoirs
- 1997
  -  Champion d'Europe sur route espoirs
  -  Médaillé d'or de la course en ligne aux Jeux méditerranéens
  - Giro Ciclistico Pesche Nettarine di Romagna
  - Memorial Giampaolo Bardelli
  - Medaglia d'Oro Pietro Palmieri
  - Trophée des Alpes de la Mer
  - 2e du Trofeo Gianfranco Bianchin
  - 2e du Trophée Matteotti espoirs
  - 2e du Trofeo Alcide Degasperi
  - 9e du championnat du monde sur route espoirs

### Palmarès professionnel
| - 1998 - 1re étape du Tour du Cap - 3e du Grand Prix de Suisse - 3e du Tour du Cap - 4e de la HEW Cyclassics - 1999 - Champion d'Italie sur route - 13e étape du Tour de France - Grand Prix Nobili Rubinetterie - 5e de la Classique de Saint-Sébastien - 2000 - 18e étape du Tour de France - 2001 - 3e et 9e étapes du Tour du Portugal | - 2002 - Champion d'Italie sur route - Trophée Matteotti - Critérium des Abruzzes - 2003 - 3e du championnat d'Italie sur route - 2005 - 2e du Tour de Vénétie - 7e de la HEW Cyclassics - 2008 - 4e étape du Tour de Luxembourg |

### Résultats sur les grands tours

#### Tour de France
6 participations
- 1999 : 38e, vainqueur de la 13e étape
- 2000 : 72e, vainqueur de la 18e étape
- 2003 : 81e
- 2004 : 124e
- 2005 : 101e
- 2006 : 57e

#### Tour d'Italie
1 participation
- 2007 : 55e

#### Tour d'Espagne
3 participations
- 1998 : 53e
- 1999 : 68e
- 2001 : 135e

### Classements mondiaux
| Année              | 2005 | 2006 | 2007 | 2008 | 2009 |
| ------------------ | ---- | ---- | ---- | ---- | ---- |
| Classement ProTour | 128e | 158e |      |      |      |
| UCI Europe Tour    |      |      | 712e | 393e | 515e |